# A Case of High Treason
A Case of High Treason è un cortometraggio muto del 1911. Il nome del regista non viene riportato nei credit del film.

## Produzione
Il film fu prodotto dalla Edison Company.

## Distribuzione
Distribuito dalla General Film Company, il film - un cortometraggio in una bobina - uscì nelle sale cinematografiche statunitensi il 19 maggio 1911.